# سيلفر لاك (إنديانا)
سيلفر لاك (بالإنجليزية: Silver Lake town, Indiana)‏ هي بلدة تقع بولاية إنديانا في الولايات المتحدة. تبلغ مساحتها 1.39 كم2، وترتفع عن سطح البحر 276 م، بلغ عدد سكانها 915 نسمة في عام 2010 حسب إحصاء مكتب تعداد الولايات المتحدة وتصل الكثافة السكانية فيها 658.3 نسمة لكل كيلومتر مربع (1,705.0/ميل2).

## التركيبة السكانية
حدّد مكتب تعداد الولايات المتحدة بيانات التركيبة السكانية لسيلفر لاك في تعداد الولايات المتحدة. في ما يلي، التركيبة السكانية حسب تعدادي 2000 و2010.

### تعداد عام 2000
بلغ عدد سكان سيلفر لاك 546 نسمة بحسب تعداد عام 2000، وبلغ عدد الأسر 207 أسرة وعدد العائلات 156 عائلة مقيمة في البلدة. في حين سجلت الكثافة السكانية 392.8 نسمة لكل كيلومتر مربع (1,017.3/ميل2). وبلغ عدد الوحدات السكنية 221 وحدة بمتوسط كثافة قدره 159 لكل كيلومتر مربع (411.8/ميل2).
وتوزع التركيب العرقي للبلدة بنسبة 95.79% من البيض و0.37% من الأمريكيين الأصليين و0.18% من الأمريكيين ذوي الأصول الآسيوية و2.75% من الأعراق الأخرى و0.92% من عرقين مختلطين أو أكثر و3.48% من الهسبانيون أو اللاتينيون من أي عرق.
بلغ عدد الأسر 207 أسرة كانت نسبة 39.1% منها لديها أطفال تحت سن الثامنة عشر تعيش معهم، وبلغت نسبة الأزواج القاطنين مع بعضهم البعض 59.9% من أصل المجموع الكلي للأسر، ونسبة 9.7% من الأسر كان لديها معيلات من الإناث دون وجود شريك، بينما كانت نسبة 5.8% من الأسر لديها معيلون من الذكور دون وجود شريكة وكانت نسبة 24.6% من غير العائلات. تألفت نسبة 18.8% من أصل جميع الأسر من عدة أفراد يعيشون في نفس المنزل ونسبة 8.2% كانت تتألف من شخص يعيش بمفرده يبلغ من العمر 65 عاماً أو أكثر. وبلغ متوسط حجم الأسرة المعيشية 2.64، أما متوسط حجم العائلات فبلغ 2.97.
بلغ العمر الوسطي للسكان 35.5 عاماً. وكانت نسبة 27.3% من القاطنين تحت سن الثامنة عشر، وكانت نسبة 6.6% بين الثامنة عشر والرابعة والعشرين عاماً، ونسبة 29.3% كانت واقعةً في الفئة العمرية ما بين الخامسة والعشرين والرابعة والأربعين عاماً، ونسبة 22.9% كانت ما بين الخامسة والأربعين والرابعة والستين، ونسبة 13.9% كانت ضمن فئة الخامسة والستين عاماً فما فوق. يوجد لكل 100 أنثى 88.3 ذكر، ويوجد لكل 100 أنثى في الثامنة عشر من عمرها فما فوق 90.9 ذكر.
بلغ متوسط دخل الأسرة في البلدة 33,088 دولارًا، أما متوسط دخل العائلة فبلغ 36,875 دولارًا. وكان متوسط دخل الذكور 31,442 دولارًا مقابل 21,000 دولارًا للإناث. وسجل دخل الفرد الخاص بالبلدة 13,561 دولارًا. وكانت نسبة 9.4% من العائلات ونسبة 12.1% من السكان تحت خط الفقر، وكان من هؤلاء نسبة 17.2% تحت سن الثامنة عشر ونسبة 10.2% في الخامسة والستين من العمر وما فوق.

### تعداد عام 2010
بلغ عدد سكان سيلفر لاك 915 نسمة بحسب تعداد عام 2010، وبلغ عدد الأسر 366 أسرة وعدد العائلات 244 عائلة مقيمة في البلدة. في حين سجلت الكثافة السكانية 658.3 نسمة لكل كيلومتر مربع (1,705.0/ميل2). وبلغ عدد الوحدات السكنية 475 وحدة بمتوسط كثافة قدره 341.7 لكل كيلومتر مربع (885.0/ميل2).
وتوزع التركيب العرقي للبلدة بنسبة 97.70% من البيض و0.87% من الأمريكيين الأفارقة و0.22% من الأمريكيين الأصليين و0.22% من الأمريكيين ذوي الأصول الآسيوية و0.11% من الأعراق الأخرى و0.87% من عرقين مختلطين أو أكثر و1.86% من الهسبانيون أو اللاتينيون من أي عرق.
بلغ عدد الأسر 366 أسرة كانت نسبة 32.5% منها لديها أطفال تحت سن الثامنة عشر تعيش معهم، وبلغت نسبة الأزواج القاطنين مع بعضهم البعض 48.6% من أصل المجموع الكلي للأسر، ونسبة 11.7% من الأسر كان لديها معيلات من الإناث دون وجود شريك، بينما كانت نسبة 6.3% من الأسر لديها معيلون من الذكور دون وجود شريكة وكانت نسبة 33.3% من غير العائلات. تألفت نسبة 26.2% من أصل جميع الأسر من عدة أفراد يعيشون في نفس المنزل ونسبة 8.5% كانت تتألف من شخص يعيش بمفرده يبلغ من العمر 65 عاماً أو أكثر. وبلغ متوسط حجم الأسرة المعيشية 2.46، أما متوسط حجم العائلات فبلغ 2.91.
بلغ العمر الوسطي للسكان 38.1 عاماً. وكانت نسبة 23.5% من القاطنين تحت سن الثامنة عشر، وكانت نسبة 8.2% بين الثامنة عشر والرابعة والعشرين عاماً، ونسبة 27.5% كانت واقعةً في الفئة العمرية ما بين الخامسة والعشرين والرابعة والأربعين عاماً، ونسبة 27.2% كانت ما بين الخامسة والأربعين والرابعة والستين، ونسبة 13.6% كانت ضمن فئة الخامسة والستين عاماً فما فوق. وتوزع التركيب الجنسي للسكان بنسبة 46.9% ذكور و53.1% إناث.

## وصلات خارجية
- الموقع الرسمي